# Shea Ohmsford
Shea Ohmsford è un personaggio della trilogia di Shannara scritta da Terry Brooks. È il personaggio principale del primo romanzo della serie di Shannara, La Spada di Shannara.

## Storia
Dopo essere stato informato dal druido Allanon del suo retaggio quale discendente di Jerle Shannara, parte insieme a suo fratello Flick alla ricerca della Spada di Shannara, il potente talismano magico capace di sconfiggere definitivamente il Signore degli Inganni. Con un gruppo di rappresentanti delle diverse razze e sotto la guida di Allanon si dirige alla fortezza di Paranor per recuperare la Spada, ma mentre attraversano la catena montuosa dei Denti del Drago Shea scivola in un torrente ed è diviso dal gruppo.
Shea viene salvato da un ladro monco chiamato Panamon Creel e dal suo compagno muto, il troll Keltset che l'aiuteranno nella ricerca della Spada di Shannara, rubata a Paranor da uno gnomo folle che si sta dirigendo verso il Regno del Teschio. Con l'aiuto di Panamon e Kelset Shea si dirige a Nord sulle tracce del ladro e recuperata, non senza difficoltà, la Spada prosegue verso il cuore del regno di Brona per sconfiggere il druido ribelle.
Nel momento in cui impugna la spada, sua per diritto di nascita, finalmente il potere misterioso dell'arma gli viene rivelato, ed egli è costretto a confrontarsi con la verità della sua vita quando tocca l'impugnatura dell'arma. In quel momento il Signore degli Inganni si materializza di fronte a lui, con l'intento di distruggerlo. Determinato a non permettere a Brona di far ancora del male a nessuno Shea lo attacca. Il Signore degli Inganni, immune alle armi fisiche, viene colpito dalla verità stessa. Brona, l'uomo, era morto durante la Prima Guerra delle Razze. Il resto della sua vita come Signore degli Inganni è costruito su una menzogna. Costretto a confrontarsi con la verità della sua morte, il Signore degli Inganni svanisce insieme a tutto ciò che aveva creato.
In seguito alla distruzione del Regno del Teschio Keltset perde la vita sacrificandosi per salvare i suoi amici. Allanon raggiunge Shea al Nord riportandolo dai suoi amici e rivelandogli di essere il centenario figlio di Bremen. Al termine delle sue imprese il mezzelfo fa ritorno con il fratello Flick a casa, a Valle Ombra. Tempo dopo, Panamon gli fa visita per restituirgli le Pietre Magiche che aveva perso.